# Linda Olsson (skådespelare)
Linda Kristina Olsson, född 8 augusti 1979 i Lindö, Norrköpings kommun, är en svensk musikalartist, dansare och skådespelare.

## Biografi
Linda Olsson växte upp i en läkarfamilj i Lindö och gick efter Långtorpskolan i Navestadsskolans musikklass och musikprogrammet på De Geergymnasiet. Hon har även studerat dans på Lagers dansinstitut i Norrköping, provat på cheerleading internationellt, blev som ung svensk mästarinna i latinamerikansk dans och vann SM-silver i bugg. Hon fortsatte med Balettakademiena musikalutbildning i Göteborg och har arbetat kortare perioder i bland annat Tyskland och på de välkända klubbarna Palace och Nightflight i Moskva på 1990-talet.
Hon fick sitt stora genombrott i titelrollen i musikalen Mary Poppins (2008) på Göteborgsoperan.  Hon spelade i Norrköping i föreställningar som Pojken med ringen (1996) på Skandiateatern och musikaldebuterade professionellt i Grease på Arbis 1998. Olsson har sedan medverkat i ett flertal uppsättningar, såsom i A Chorus Line (2002) och Kiss Me, Kate (2005) på Göteborgsoperan, My fair Lady som engelsk turnéproduktion i Danmark, 2006-2007, Rivierans guldgossar (2007) på Cirkus, som stork i barnmusikalen Snårpan och den hemliga manicken på Folkparksturné 2008, Julie i Teaterbåten (2009) i Värmekyrkan i Norrköping, The Producers (2010) på Galateatern, Lorden från gränden på Gunnebo slottsteater (2011), Sweeney Todd (2013) och Chicago (2014-2015) på Kulturhuset Stadsteatern och urproduktionen av Abba-musikfesten Mamma Mia! The Party på Restaurang Tyrol (2016).
På Malmö Opera har hon spelat huvudrollen som Dale Tremont i Top Hat (2015) och spelar våren 2017 den krävande dubbla huvudrollen som Lisa och Betty i Sverigepremiären av Tänk om.
Hon har även spelat teater som komedin Charmörer på vift sommaren 2014 på Krusenstiernska gården i Kalmar med bland andra Robert Gustavsson och Allan Svensson samt medverkat i flera revyer med mera i Norrköping. Som röstskådespelare har hon bland annat gjort röster  till huvudrollen i Disney/Pixars långfilm Insidan ut (2015) och ”den elaka sjuksystern” i Världens bästa fritids på Barnkanalen samt  Drottning Iduna i Disneys Frost 2.

## Privatliv
Sedan 2008 sammanlever hon med sångaren Tommy Nilsson. 2011 fick de en son och 2022 en dotter.

## Teater

### Roller (ej komplett)
| År   | Roll                      | Produktion                                                                      | Regi                       | Teater                   |
| ---- | ------------------------- | ------------------------------------------------------------------------------- | -------------------------- | ------------------------ |
| 2000 | Syflicka                  | Arnbergs korsettfabrik (Der Keusche Lebemann) Franz Arnold och Ernst Bach       | Hans Bergström             | Fredriksdalsteatern      |
| 2002 | Tricia                    | A Chorus Line James Kirkwood, Nicholas Dante, Edward Kleban och Marvin Hamlisch | Staffan Aspegren           | Göteborgsoperan          |
| 2005 | Patricia Morison          | Kiss Me, Kate Cole Porter, Samuel Spewack och Bella Spewack                     | Staffan Aspegren           | Göteborgsoperan          |
| 2008 | Mary Poppins              | Mary Poppins Bröderna Sherman, Julian Fellowes, George Stiles och Anthony Drewe | Stina Ancker               | Göteborgsoperan          |
| 2011 |                           | Lorden från gränden (Me and My Girl) L. Arthur Rose och Noel Gay                | Anders Aldgård             | Gunnebo slottsteater     |
| 2014 | Yvette                    | Charmörer på vift (Der wahre Jacob) Franz Arnold och Ernst Bach                 | Bo Hermansson              | Krusenstiernska teatern  |
| 2014 | Mona Velma Kelly          | Chicago John Kander, Fred Ebb och Bob Fosse                                     | Roine Söderlundh           | Kulturhuset Stadsteatern |
| 2015 | Dale Tremont              | Top Hat Irving Berlin, Matthew White och Howard Jacques                         | Sissela Kyle Hans Marklund | Malmö Opera              |
| 2016 |                           | Mamma Mia! – The party Calle Norlén, Björn Ulvaeus och Roine Söderlundh         | Roine Söderlundh           | Restaurang Tyrol         |
| 2017 | Elisabeth                 | Tänk om (If/Then) Tom Kitt och Brian Yorkey                                     | Philip Zandén              | Malmö Opera              |
| 2018 | Claire                    | On The Town Betty Comden, Adolph Green och Leonard Bernstein                    | Roine Söderlundh           | Kulturhuset Spira        |
| 2019 | Fröken Honey              | Matilda Tim Minchin och Dennis Kelly                                            | Elisabeth Linton           | Malmö Opera              |
| 2019 | Jane Smart                | Häxorna i Eastwick (The Witches of Eastwick) John Dempsey och Dana P. Rowe      | Rachel Kavanaugh           | Cirkus, Stockholm        |
| 2020 | Beverley, Annette m.fl.   | Come From Away Irene Sankoff och David Hein                                     | Markus Virta               | Östgötateatern           |
| 2021 | Amalia Balash             | She loves me Joe Masteroff, Jerry Book och Sheldon Harnick                      | Roine Söderlundh           | Kulturhuset Spira        |
| 2022 | Julie Nichols             | Tootsie David Yazbek(en) och Robert Horn                                        | Edward af Sillén           | Oscarsteatern            |
| 2024 | Tilly Magnusson           | Oj då! … en till?! (One For the Pot) Ray Cooney och Tony Hilton                 | Edward af Sillén           | Krusenstiernska teatern  |
| 2024 | Susan Joanne (understudy) | Company Stephen Sondheim och George Furth                                       | Maria Sid                  | Kulturhuset Stadsteatern |